# Trabea varia
Trabea varia är en spindelart som beskrevs av William Frederick Purcell 1903. Trabea varia ingår i släktet Trabea och familjen vargspindlar. Inga underarter finns listade i Catalogue of Life.